# ギルゼ＝レイエン空軍基地
ギルゼ＝レイエン空軍基地（オランダ語：Vliegbasis Gilze-Rijen）は、オランダ王国北ブラバント州ティルブルフ郊外に所在するオランダ空軍の飛行場。基地は地域の重要な雇用元であり、軍民合わせて約1,500人が働いている。

## 歴史
キルゼ＝レイエン基地はオランダで最も古い飛行場の一つで、1910年最初に着陸した航空機はルイ・ブレリオ製であった。ファルマン製航空機は軍用飛行場として設けられた同地において演習に用いられた。
第二次世界大戦中の1940年にナチス・ドイツ空軍の激しい爆撃を受け、その後占領され拡張工事を受けドイツ空軍が使用した。ドイツ占領中に連合国軍の攻撃を頻繁に受けてオランダ南部開放までの間は、イギリス空軍の飛行場に対して影響力を持っていた。
戦後の1946年にオランダ空軍のパイロットと管制要員のための訓練基地として運用するため、飛行場が再開される。1962年に訓練活動は停止され爆撃機のための予備飛行場となるが、1967年に初等パイロット訓練活動は再開される。1966年には航空機器補給処、爆発物処理隊、空軍選抜機関、空軍士官学校、継続教育訓練学校が設置されていた。1971年に戦闘機飛行隊が移転してきて再度訓練活動は停止される。この移転により基地施設は大幅に改装される。当初、F-5戦闘機が配備されその後F-16戦闘機に更新され1995年まで基地で運用された。また、基地には堅固化航空機用掩体（HAS）が30棟建設されている。
1995年にオランダ空軍の大規模再編の一環として戦闘機部隊は他基地へ移転することになる。その代替としてアルエットIII軽汎用ヘリコプターを装備する空軍戦術ヘリコプター群の主要基地となる。1998年にアルエットIII軽汎用ヘリコプターが段階的退役を実施している間AH-64 アパッチ攻撃ヘリコプターに更新され、他には少数のVIP輸送用ヘリコプターが残った。
2009年にはソーステルベルフ空軍基地の閉鎖に伴いヘリコプター運用が移転となり、本基地がその受け入れ先となった。2008年に編成された国防ヘリコプター集団（nl:Defensie Helikopter Commando）の司令部と主力部隊が置かれ、これによりギルゼ＝レイエン空軍基地はオランダ軍内におけるヘリコプター部隊の主要基地となっている。
基地内には第二次世界大戦から続くFlugzeug Kompass Kompensier Scheibeと称される歴史的建造物があり、航空機用コンパスを校正する役割を担っていた。この建造物をオランダ教育文化科学省は保護建造物に指定している。

## 配置部隊
- 国防ヘリコプター集団（オランダ語版）司令部
- 第298飛行隊（CH-47D/F）
- 第299飛行隊
- 第300飛行隊（AS 532U2、SA 316B）
- 第301飛行隊（AH-64DN）
- 第604予備役中隊
- 第670警備中隊
- 第930整備中隊
- 第931支援中隊
- 第932補給中隊

## 王立空軍歴史飛行財団
王立空軍歴史飛行財団（Stichting Koninklijke Luchtmacht Historische Vlucht）は主に歴史的軍用機コレクションを所有し基地敷地内で展示している。展示機は以下のとおり。
- テイラークラフト オースター
- ビーチクラフト モデル 18
- セスナ 172
- デ・ハビランド DH.82 タイガー・モス
- デ・ハビランド・カナダ DHC-2
- フォッカー S.11
- フォッカー F27
- ノールダイン ハーバードIIb
- ノースアメリカン B-25
- パイパー カブ
- ライアン ST-M
- スチンソン ボイジャー
- スーパーマリン スピットファイアMk.IX